# Akira Kubo
Pour les articles homonymes, voir Kubo.
Akira Kubo (久保 明, Kubo Akira), né le 1er décembre 1936 à Tokyo (Japon), est un acteur japonais.

## Biographie
Akira Kubo fait ses études à l'université Rikkyō.

## Filmographie partielle

### Au cinéma
- 1952 : Shishunki : Akira Kubo
- 1952 : Haru no sasayaki : Akio Aizawa
- 1953 : Jûdai no seiten
- 1953 : Zoku shishunki
- 1954 : Saraba Rabauru : Shimada
- 1954 : Shiosai (潮騒?) de Senkichi Taniguchi : Shinji
- 1955 : Mugibue : Nobuo
- 1955 : Asunaro monogatari : Ayuta At 18 Years Old
- 1956 : Shiawase wa ano hoshi no shita ni : Noriyuki Shichijô
- 1956 : Furyô shônen : Kôichi
- 1956 : Gendai no yokubô : Shin'ichi Iizuka
- 1956 : Arashi de Hiroshi Inagaki : Saburo Mizusawa
- 1957 : Bôkyaku no hanabira
- 1957 : Le Château de l'araignée (Kumonosu-jô) d'Akira Kurosawa : Yoshiteru Miki
- 1957 : Ujô : Kanichi
- 1957 : Pays de neige (雪国, Yukiguni) de Shirō Toyoda : Saichiro
- 1957 : Bôkyaku no hanabira: Kanketsuhen
- 1957 : Daigaku no samurai tachi : Akira Okubo
- 1957 : Aoi sanmyaku Shinko no maki
- 1957 : Zoku aoi sanmyaku Yukiko no maki
- 1958 : Futari dake no hashi : Tomoji Ishida
- 1958 : Tôkyô no kyûjitsu
- 1958 : Wakai kemono
- 1958 : Daigaku no ninkimono : Taki
- 1959 : Shachô taiheiki : Nakamura, secretary
- 1959 : Daigaku no oneechan : Akira Ôkubo
- 1959 : Le Sifflement de Kotan (コタンの口笛, Kotan no kuchibue) de Mikio Naruse
- 1959 : Daigaku no nijuhachin
- 1959 : Sensuikan I-57 kofuku sezu
- 1959 : Uwayaku, shitayaku, godôyaku
- 1959 : Nippon tanjô : Prince Iogi
- 1959 : Oneechan makari tôru : Hiroshi Kubota
- 1960 : Gendai Salaryman - Ren'ai bushidô : Hiroshi Hisada
- 1960 : Hawai Middowei daikaikûsen: Taiheiyô no arashi
- 1960 : Shin santo juyaku: teishu kyo iku no maki
- 1960 : Daigaku no sanzôkutachi : Uchû (Space)
- 1960 : Dokuritsu gurentai nishi-e
- 1961 : Ai to honoho to : Kunihiko Uchimi
- 1961 : Toiretto shacho
- 1961 : Toilet buchô : Mikami
- 1961 : Shinku no otoko
- 1962 : Tsubaki Sanjûrô : Samurai
- 1962 : Astronaut 1980 d'Ishirō Honda : Tatsuma Kanai - Cadet Astronaut
- 1962 : Chûshingura : Sakyônosuke Date
- 1963 : Subarashii akujo
- 1963 : Matango : Kenji Murai - Professor
- 1964 : Shikonmado - Dai tatsumaki
- 1964 : Kokusai himitsu keisatsu: Tora no kiba : Sakuma
- 1965 : Nikutai no gakko : narrateur (voix)
- 1965 : Taiheiyô kiseki no sakusen: Kisuka : Tawara
- 1965 : Senjo ni nagareru uta
- 1965 : Aku no kaidan : Kumagai
- 1965 : Invasion Planète X (Kaiju Daisenso) d'Ishirō Honda : Tetsuo Teri
- 1966 : Izuko e
- 1966 : Zero faita dai kûsen
- 1967 : Nihon no ichiban nagai hi : Major Sadakichi Ishihara - 1st Imperial Guards Division
- 1967 : Le Fils de Godzilla (Kaijûtô no kessen: Gojira no musuko) de Jun Fukuda : Goro Maki
- 1968 : Kill, la Forteresse des samouraïs (Kiru) de Kihachi Okamoto : Monnosuke Takei
- 1968 : Rio no wakadaishô
- 1968 : Les envahisseurs attaquent d'Ishirō Honda : SY-3 Captain Katsuo Yamabe
- 1968 : Rengô kantai shirei chôkan: Yamamoto Isoroku : 1st Lt. Takano
- 1969 : Mujin rettô
- 1969 : Nihonkai daikaisen : Matsui
- 1970 : Les Envahisseurs de l'espace (Gezora, Ganime, Kameba: Kessen! Nankai no daikaijû) d'Ishirō Honda : Taro Kudo
- 1970 : Gekido no showashi 'Gunbatsu'
- 1971 : Mamushi no kyôdai: orei mairi
- 1974 : Suna no utsuwa : Patrolman at Setagaya
- 1987 : Code Name Black Cat o oe : le père de Nonomura
- 1988 : Marusa no onna 2 : Shinja Daihyô
- 1989 : Zatôichi
- 1989 : Rikyu (利休?) de Hiroshi Teshigahara : Geni
- 1990 : Ageman : Bo-san #2
- 1994 : Shijûshichinin no shikaku : Sagaminokami Tsuchiya
- 1995 : Gamera daikaijû kuchu kessen : Captain of the Kairyumaru
- 1999 : Ai rabu yû
- 2004 : Mail
- 2007 : Bitamin ai
- 2007 : Awa Dance : Tadashi Kaibara
- 2008 : Rakugo musume
- 2008 : The Code: Angou